# Autostrada A81 (Franța)
Autostrada A81, sau A81, este o autostradă franceză care leagă Le Mans de Rennes. În prezent, are statut de autostradă doar până la vest de Laval, de unde este prelungită până la Rennes prin drumul expres RN157.
Aceasta este concesionată integral companiei Cofiroute și, prin urmare, este cu taxă.
Autostrada cunoscută în prezent reprezintă doar o mică parte din proiectul care trebuia să poarte numărul A81. De fapt, întreaga cale expres dintre autostrada actuală și Brest urma să fie modernizată la standarde de autostradă și să primească acest număr. Acest traseu, care în prezent are statutul de drum național, este desemnat prin numerele 157 (La Gravelle - Rennes), 136 (ocolirea nordică a orașului Rennes) și 12 (Rennes - Brest)
Aducerea la standardele de autostradă trebuia să fie realizată în două etape. Mai întâi, pe termen mediu, autostrada trebuia să ajungă la porțile orașului Rennes. Ulterior, pe termen lung, A81 ar fi deservit aglomerările urbane din Saint-Brieuc, Morlaix și Brest.
La sfârșitul anului 2014, proiectul a fost abandonat fără consultare publică de către autorități. Prefectura Bretaniei a scris, într-un comunicat din 22 septembrie 2014, că „aducerea drumurilor naționale bretone la standarde de autostradă [...] a fost un proiect studiat în anii ’80-’90, dar care nu mai este de actualitate”. Pe 13 octombrie 2014, DIR Ouest a pus capăt definitiv proiectului: „Continuăm să realizăm lucrări, dar acestea nu mai fac parte dintr-o ambiție globală. [...] Nu se pune problema de a transforma RN165 și RN12 în autostrăzi, indiferent de orizontul de timp (2017, 2020 sau 2025).”
Ironia sorții face ca o bună parte din traseu să beneficieze totuși de o clasificare ca autostradă, dublată de o declarație de utilitate publică pentru lucrările de amenajare care continuă să fie realizate.
Să remarcăm că drumurile naționale 12, 136 și 157, în starea lor actuală (cale expres cu 2x2 benzi, limitate la 110 km/h), au făcut parte din Plan Routier Breton. Acest plan, elaborat în anii 1960, urmărea să reducă izolarea regiunii cu costuri minime, prin lărgirea drumurilor naționale existente.

## Traseu
| De la A11 până la ieșirea 5; secțiune cu taxă, în sistem închis, concesionată companiei Cofiroute. | |              |
| Intersecție                                                                                        | Nod rutier între A11 și A81: Alençon, Le Mans-Z.I. nord, Paris, Tours, Nantes, Angers, Le Mans-Z.I. Sud, Le Mans-centru. | A11 E50 E501 |
| A81 E50                                                                                            | |              |
| | Zone de odihnă: La Landrière (sens Le Mans > Brest); La Chevallerie (sens Brest > Le Mans).                              |              |
| | Zone de odihnă: Les Gripperies (sens Le Mans > Brest); La Coire (sens Brest > Le Mans).                                  |              |
| 1 - Sablé/Sillé-le-Guillaume                                                                       | Orașe deservite: Sillé-le-Guillaume, Sablé-sur-Sarthe, Loué.                                                             |              |
| | Zonă de servicii: Saint-Denis-d'Orques (sens le Mans > Brest).                                                           |              |
| | Trecerea din departamentul Sarthe în departamentul Mayenne.                                                              |              |
| | Zonă de servicii: Vallée de l'Erve (sens Brest > Le Mans).                                                               |              |
| | Limitare la 130 km/h (sens Le Mans > Brest).                                                                             |              |
| 2 - Évron                                                                                          | Orașe deservite: Mayenne, Sablé-sur-Sarthe, Évron, Château-Gontier.                                                      |              |
| | Zone de odihnă: Villeray (sens Le Mans > Brest); Les Coëvrons (sens Brest > Le Mans).                                    |              |
| | Zonă de servicii: La Mayenne (în ambele sensuri).                                                                        |              |
| 3 - Laval-Est                                                                                      | Orașe deservite: Laval, Château-Gontier, Mayenne.                                                                        | RD962        |
| | Pod peste Mayenne. |              |
| | Zonă de odihnă: Le Château de Ricoudet (sens Brest > Le Mans).                                                           |              |
| 3 - Laval-Ouest                                                                                    | Orașe deservite: Fougères, Laval, Saint-Berthevin, Ernée, Craon.                                                         |              |
| | Viaductul Vicoin. |              |
| | Zone de odihnă: La Paplonnière (sens Le Mans > Brest); La Sorinière (sens Brest > Le Mans).                              |              |
| | Punctul de taxare Gravelle.                                                                                              |              |
| 5 - La Gravelle                                                                                    | Orașe deservite: Laval, Vitré-est, Argentré-du-Plessis.                                                                  | RD57         |
| A81 E50                                                                                            | |              |
| RN157 E50                                                                                          | |              |